# Promotion mix
En promotion mix (även marknadskommunikationens mix) är en blandning av marknadsföringsmetoder som används av marknadsförare för att på ett effektivt sätt kommunicera med kunder. Promotion mix kan beskrivas som en del av marknadsföringsmixens fyra P:n där produkt, pris, plats och påverkan ingår. De marknadsföringsmetoder som utgör promotion-mixen är annonsering, personlig försäljning, säljfrämjande åtgärder, public relations och direktmarknadsföring. 
Företag har olika målsättningar och budgetbegränsningar vilket avgör vilket säljbudskap man förmedlar till kunderna och vilka metoder man tillämpar i syfte att nå sin målgrupp. Enligt Philip Kotler, professor i marknadsföring, används dessa verktyg för att på ett övertygande sätt skapa kundvärde och bygga långvariga kundrelationer. Inom marknadsföringen kan man välja mellan två grundläggande marknadsföringsstrategier för att nå en produkt till sin målgrupp, push- och pullstrategier. För att lyckas uppnå en samordnad promotion mix måste ett företags olika delar, enligt Philip Kotler, "samverka och planera gemensamma kommunikationsinsatser”.

## Annonsering
Annonsering är en enkelriktad marknadsföringsmetod. Det är när företag betalar för att främja idéer, varor eller tjänster i en mängd olika medier som exempelvis tidskrifter, tidningar, TV, radio, hemsidor och stadsbussar. Syftet med annonsering är att informera, övertyga och påminna.
Denna form av marknadsföring är lämpad för att nå många köpare inom ett stort geografiskt område. Annonsering är en opersonlig form av kommunikation som når många potentiella kunder snabbt och gör det möjligt för säljaren att synas och höras upprepade gånger. För att marknadsföra en produkt eller tjänst, använder sig företagen av uttrycksfulla sätt såsom ljud, färg, tryck och visuella upplevelser.
Det finns olika typer av annonsering beroende på vilken målgrupp man vill nå:
- Informativ annonsering
- Övertalande annonsering
- Jämförande annonsering
- Påminnande annonsering

## Personlig försäljning
Personlig försäljning är en marknadsföringsmetod och ett effektivt verktyg för att skapa och hantera personliga kundrelationer. Den medför ett samspel mellan två eller flera parter vilket innebär att den ena parten kan observera motpartens behov för att på så sätt snabbare kunna anpassa sig efter kunden. En säljare sätter kundens intressen i centrum, lyssnar och fastställer kundens önskan och planerar företagets insats för att lösa kundens problem. Personlig försäljning är en effektiv marknadsföringsmetod på grund av den mellanmänskliga interaktionen mellan säljare och kund, oavsett om det rör sig om personliga möten, telefonförsäljning eller via e-mail. Behovet och den personliga försäljningens roll varierar från företag till företag, stort som litet. I de flesta affärsverksamheter som säljer produkter och tjänster, har försäljningspersonalen en huvudroll i att skapa värde för kunder och dessutom upprätthålla långsiktiga kundrelationer.
En försäljare representerar verksamheten för kunden genom kommunikation, service, informationssamling och utveckling av kundrelationer. Till skillnad från annonsering, som består av opersonlig kommunikation med stora grupper konsumenter, har försäljningspersonal långsiktig förbindelse med verksamheten. Personlig försäljning är ett kostsamt marknadsföringsverktyg och enligt Philip Kotler spenderar vissa företag upp till tre gånger så mycket pengar på personlig försäljning än på annonsering och reklam.

## Säljfrämjande åtgärder
Säljfrämjande åtgärder definieras som kortsiktiga marknadsföringsåtgärder och har som främsta syfte att befrämja försäljningen, och därmed även inköpet, av en produkt eller tjänst.
Bland de säljfrämjande åtgärderna finns ett brett urval av verktyg - däribland kuponger, tävlingar, rabatter och premier - där samtliga har egna unika egenskaper men som alla används för att fånga konsumenters uppmärksamhet, uppmuntra till köp och dramatisera produkterbjudanden eller öka en sviktande försäljning. Säljfrämjande åtgärder bjuder in till, och belönar, snabb respons, och medan reklam säger "köp vår produkt", säger säljfrämjande åtgärder "köp vår produkt nu".
Säljfrämjande åtgärder är emellertid kortlivade och är ofta inte lika effektiva som reklam eller personlig försäljning när det kommer till att bygga långsiktiga varumärkespreferenser och kundrelationer.

## Public relations
Public relations eller PR som det förkortas, är ett lånord från engelskan och handlar om att man ska få ett företag (kan också vara en organisation eller en person) att synas i olika sammanhang utan att det ska handla om reklam. Syftet är att skapa den önskade bilden av företaget.
Det är lätt att förväxla PR med reklam då en PR-byrå och en reklambyrå arbetar med liknande uppgifter. Skillnaden är att reklam handlar om betald kommunikation i medier, radio, TV osv, medan PR handlar om ett företags rykte (goodwill). En PR-byrå arbetar med varumärke och kommunikation på ett mer långsiktigt sätt och målet är att ett företag ska uppfattas positivt utifrån, man försöker alltså, som nämndes i inledningen, att skapa den önskade bilden av företaget hos allmänheten. PR handlar mer om information än reklam och tack vare att budskapet når köparna som nyheter istället för försäljningsinformation kan man även nå fram till människor som undviker försäljare och reklam.
Philip Kotlers definition av Public Relations: “Att bygga goda relationer med företagets olika målgrupper genom att erhålla gynnsam publicitet, bygga upp en bra företagsimage, och hantera eller göra av med ogynnsamma rykten, berättelser och händelser”.

## Direktmarknadsföring
Direktmarknadsföring är en marknadsföringsmetod som går ut på att företag eller organisationer kommunicerar direkt till noga utvalda kunder genom mediekanaler. Alla kanaler som möjliggör kommunikation till kunder kan användas inom direktmarknadsföring. Direktmarknadsföring är formad så att meddelanden snabbt kan förberedas och locka specifika målgrupper, vilket i sin tur möjliggör en dialog mellan kund och företag. Denna form av marknadsföring är lämpad för inriktade målgrupper och för att bygga upp långsiktiga kundrelationer. Grunden i direktmarknadsföring bygger på att ett adressregister kontaktas via valda mediekanaler. Vid kontakten lämnar målgruppen svar och utifrån svaren byggs informationen om målgruppen upp. Detta leder i sin tur till nya kontakter som genererar nya svar och därefter förfinas processen efterhand. Exempel på marknadsföringsmetoder inom direktmarknadsföring är kundklubbar och telemarketing.
Det som skiljer direktmarknadsföring från andra typer av marknadsföring är:
- Ett adressregister används för att utveckla en specifik målgrupp.
- Marknadsmeddelanden är riktade direkt mot den specifika målgruppen.
- Inom direktmarknadsföring ska marknadsinsatsen vara mätbar och mottagarens beteende ska vara	möjlig att kartlägga.

Marknadsförare använder sig av direktmarknadsföring på grund av att resultaten snabbt blir mätbara. Med hjälp av direktmarknadsföring kan nya produkter eller tjänster kostnadseffektivt komma ut på marknaden genom att använda sig av den effektiva kommunikationen i rätt mediekanal till rätt målgrupp.

## Push- och pullmarknadsföring
Push- och pullstrategier är promotional-strategier som används för att få produkten till sin målgrupp. Push- och pullstrategier skiljer sig åt genom huruvida leverantörer kommunicerar mot individer med en uttryckt efterfrågan (pull) eller om kommunikationen skickas ut för att öka medvetenheten eller öka marknadens efterfrågan (push). Ett annat sätt att förklara det på är att kunder "drar" till sig produkter eller information som de är i behov av, medan leverantörer “trycker” dem mot kunderna. Ofta använder företag en kombination mellan dessa två marknadsföringsstrategier.

### Pushstrategi
Pushstrategin innebär att marknadsföraren initierar kommunikationen genom att trycka ut meddelandet till mottagaren, varför detta ibland kan kallas avbrytande marknadsföring. Många former av traditionell marknadsföring tillhör pushstrategierna, som exempelvis TV- och radioreklam, eller tryckbroschyrer. Även i digital marknadsföring återfinns pushmarknadsföringsaktiviteter, som e-postmarknadsföring. Pushmarknadsföring kan användas för varor som köps impulsivt, eller där företaget redan har en etablerad relation till sina kunder.

### Pullstrategi
Pullstrategier innebär att nå kunder som har en uttryckt efterfrågan genom att positionera sina erbjudanden i de kanaler dessa potentiella köpare använder för att söka lösningar på sina behov. Detta gör att köparen får kontroll över vilka slags erbjudanden den möts av, i vilka kanaler, och vid vilken tidpunkt. Många föredrar pullstrategi framför push eftersom de anser att arbetssätt som “trycker” potentiella kunder eller andra målgrupper i vissa riktningar inte är lika effektiva ur försäljningsaspekt. Inom strategin används massmedieannonsering och säljfrämjande åtgärder för att marknadsföra.